# Valentin Ruths

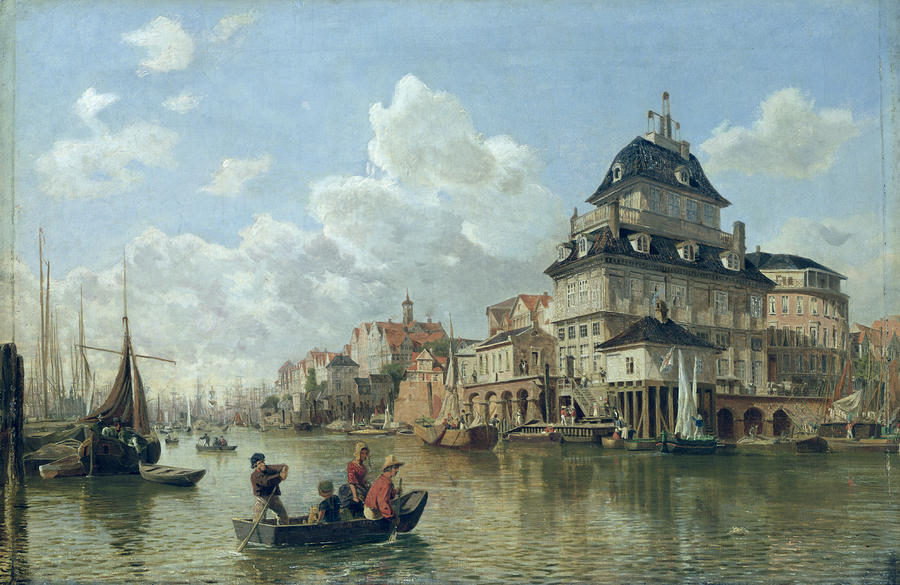
Baumhaus in Hamburg, 1850

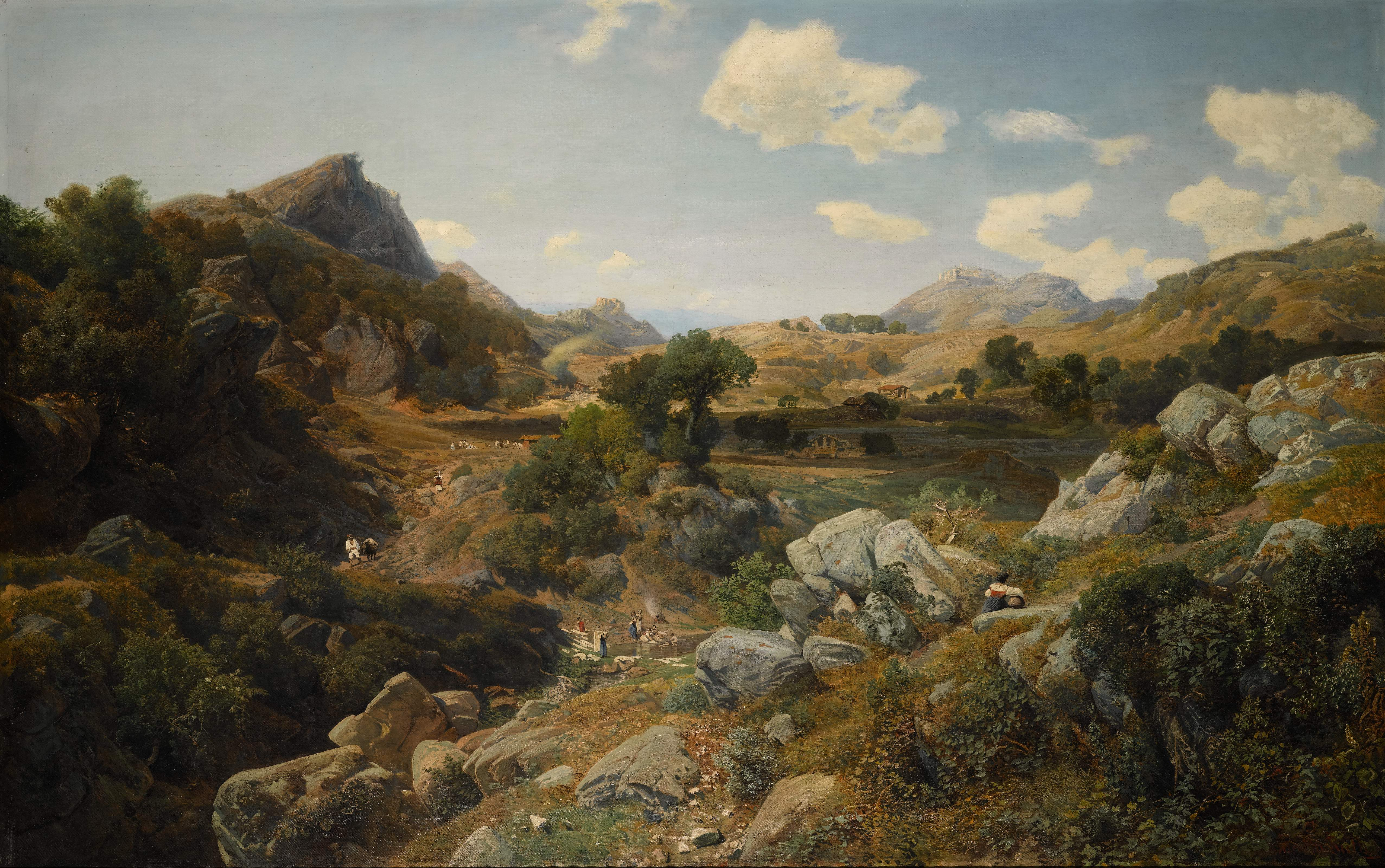
Ziegelhütten im Sabinergebirge, 1867

Johann Georg Valentin Ruths (* 6. März 1825 in Hamburg; † 17. Januar 1905 ebenda) war ein deutscher Landschaftsmaler und Lithograf der Düsseldorfer Malerschule und der Hamburger Schule.

## Leben

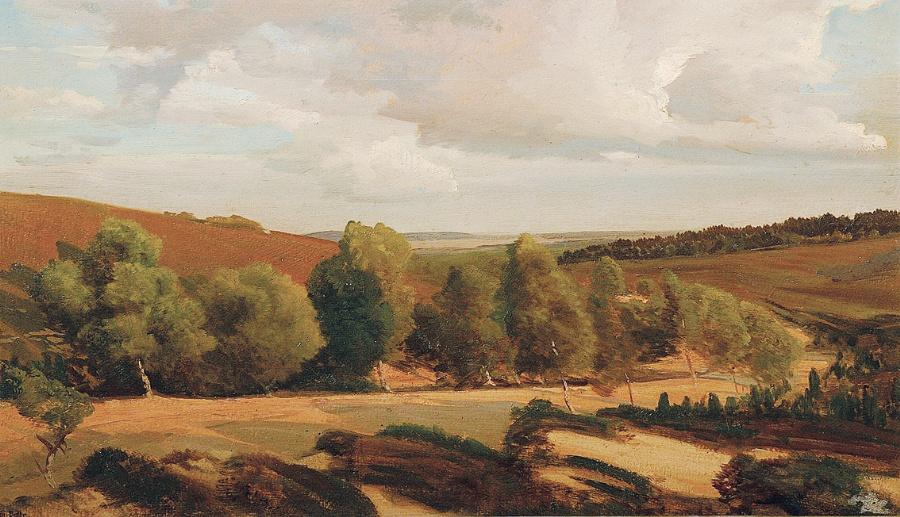
Wilsede (Wilseder Höhe in der Nordheide)

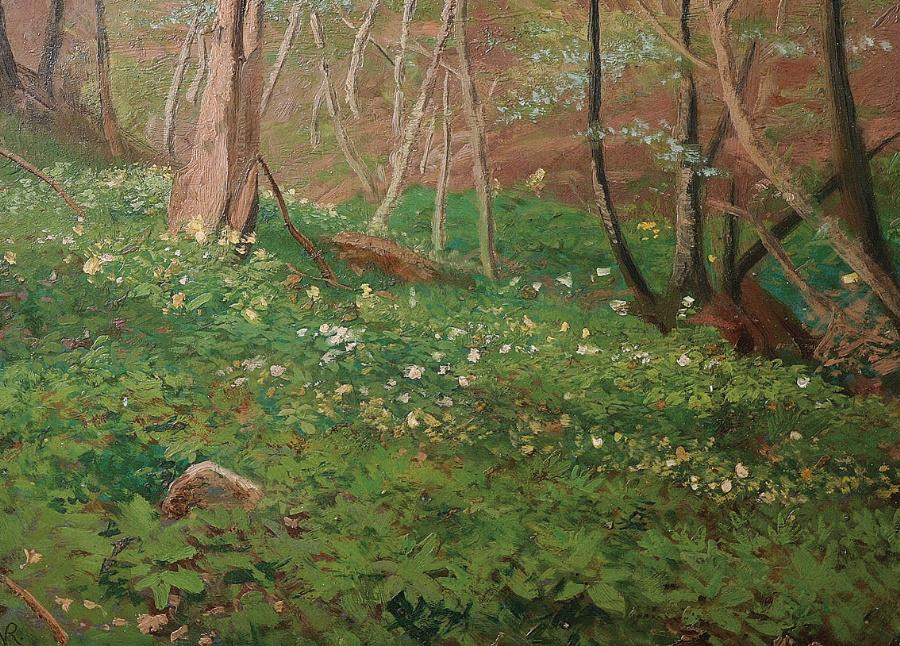
Frühling im Wald bei Aumühle

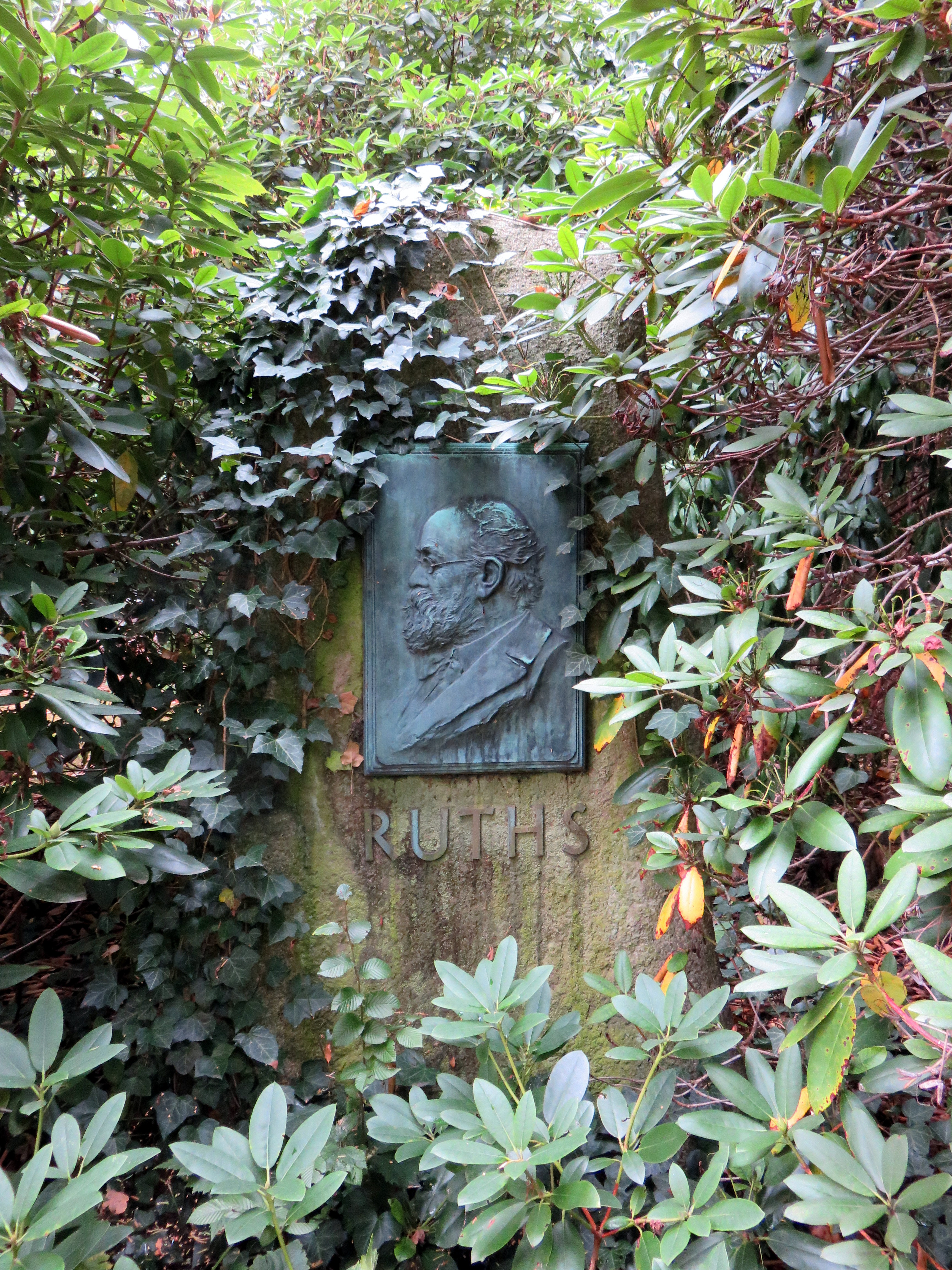
Grabstein Ruths auf dem Friedhof Ohlsdorf

Für Valentin Ruths war zunächst als Sohn eines Kaufmanns ebenfalls der Beruf des Kaufmanns vorgesehen, ab 1843 ließ er sich aber bei dem Hamburger Maler und Lithografen Carl Friedrich Beer in diesem Fach ausbilden. Ab 1846 begab er sich nach München, wo er die polytechnische Schule und ab 1847 die Akademie besuchte. 1848 kehrte er nach Hamburg zurück und arbeitete für die Firma Lithographisches Institut und Kupferdruckerei Charles Fuchs.
Von 1850 bis 1854 besuchte er die Kunstakademie Düsseldorf und bildete sich unter Johann Wilhelm Schirmer zum Landschaftsmaler aus. Nachdem Schirmer 1854 zum ersten Direktor der neu gegründeten Karlsruher Kunstschule berufen worden war, verließ auch Ruths die Akademie und nahm sich in Düsseldorf ein eigenes Atelier. Sein ehemaliger Mitschüler an der Akademie, der Maler und Fotograf Arnold Overbeck, lichtete ihn in seinem Atelier in Düsseldorf ab. 1855 begab er sich für zwei Jahre nach Italien, vorwiegend nach Rom und Umgebung.
Seit 1857 lebte er wieder in Hamburg. Er war Mitglied der Berliner Akademie und ab 1869 Mitglied der Akademie in Wien. Ruths erhielt Medaillen bei Ausstellungen in Metz, Berlin (Goldene Medaille für Kunst, 1872) und Wien. Ruths malte mit Vorliebe Elbgegenden, italienische und schweizerische Motive. „Er galt als gewandt in der Darstellung von Gebirgs- und Flachlandschaften, im Küsten- wie im Dorfbild und wurde für die große Kraft der Stimmung, plastische Zeichnung und energische Farbgebung gerühmt“. Neben Ascan Lutteroth gilt er als einer der bedeutendsten Hamburger Landschaftsmaler seiner Zeit. Er war zudem Mitglied im Hamburger Künstlerverein von 1832.
Er malte ab 1880 gemeinsam mit Arthur Fitger für das Treppenhaus der Hamburger Kunsthalle acht große Wandgemälde, in denen die vier Jahres- und Tageszeiten dargestellt wurden. Alfred Lichtwark, der damalige Direktor der Kunsthalle, erwarb von Ruths insgesamt zehn Gemälde. Ruths veröffentlichte auch landschaftliche Vorlagen für den Schul- und Privatunterricht (Hamburg 1878). Er ließ sich zudem von Hermann Steinfurth porträtieren und schenkte das Porträt 1893 der Hamburger Kunsthalle. Ein weiteres Bildnis, ein Ölgemälde gemalt von Günther Gensler, das Valentin Ruths und seinen Kollegen Hermann Kauffmann beim Malerbesuch zeigt, befindet sich ebenfalls in der Hamburger Kunsthalle. Seine Nichte Amelie Ruths, die ihre erste Ausbildung bei ihm erhalten hatte, wurde ebenfalls eine bekannte Malerin.
Auf dem Hamburger Friedhof Ohlsdorf befindet sich im Garten der Frauen eine Grabplatte für Mitglieder der Familie Ruths, unter anderen für Johann Georg Valentin Ruths und Marie Amelie Ruths. Bei Planquadrat K 5 (Bergstraße nahe Friedhofsmuseum) befindet sich auf dem Grabstein Ruths ein Porträtrelief Valentin Ruths, geschaffen von Paul Düyffcke.
Der Ruthsweg in Hamburg-Barmbek trägt seit 1914 ihm zu Ehren seinen Namen.

## Ausstellungen
Valentin Ruths war mit seinen Werken regelmäßig vertreten auf den Ausstellungen der Königlichen Akademie der Künste zu Berlin, den Großen Berliner Kunstausstellungen sowie im Münchener Glaspalast.
Weiterhin war er vertreten auf den renommierten Kunstausstellungen in Dresden, Wien, Antwerpen, Prag, Hannover, Danzig und Oldenburg. Eine Aufstellung mit über 250 Werken Ruths’ ist bei F. von Boetticher zu finden.
Eine Valentin Ruths Personalausstellung, veranstaltet vom Hamburger Kunstverein, fand 1896 in der Hamburger Kunsthalle statt. Es wurden 197 Werke (Ölgemälde, Aquarelle, Zeichnungen und Lithografien) gezeigt.
Vom 12. April bis 14. Juli 2019 zeigt die Hamburger Kunsthalle in der Ausstellung Hamburger Schule – Das 19. Jahrhundert neu entdeckt unter anderen Werke von Valentin Ruths.

## Werke (Auswahl)
- Das Baumhaus im Hamburger Hafen (1850)
- Abend im Sabinergebirge (1856, Kunsthalle in Hamburg)
- Norddeutsche Heide (1864, in Prag)
- Hünengrab
- Der Waldbrunn (1866, in Königsberg)
- Dorf in der Rhön
- Der Morteratschgletscher und das Berninagebirge (1876)
- Tauwetter (1881)
- Oldenburger Eichenwald
- Strandgegend bei Zoppot (Berliner Nationalgalerie)
- Der Scharmarkt in Hamburg
- See vor Rügen (Jahrhundertausstellung deutscher Kunst, Berlin 1906)[15]
- Flußmündung an der Ostsee[15]
- Heide bei Estorf[15]
- Morgenlandschaft im Charakter der südl. Schweiz (1887)